# Crows (manga)
A Crows (クローズ; Kurózu; Hepburn: Kurōzu) japán mangasorozat, melyet Takahasi Hirosi írt. A sorozat a Worst univerzumában játszódik, középpontjában középiskolás bajkeverők állnak. A Crowsból 2007 októberéig több mint 32 millió kötetet adtak el világszerte.
A sorozat két OVA-adaptációt is kapott a Knack Productions gyártásában, illetve három élőszereplős film, a 2007-es Crows Zero, a 2009-es Crows Zero 2 és a 2014-es Crows Explode alapját is képezte. Az első két film alapján Takahasi előzményregényeket is írt Naitó Kenicsiro rajzaival, Crows Zero és Crows Zero II: Szuzuran x Hószen címen.
A Bandai Namco Games 2016-ban Crows: Burning Edge címmel egy akció-kalandjátékot is megjelentetett PlayStation 4-re.

## Cselekmény
A Crows középpontjában Bója Harumicsi áll, aki nemrég került át a Szuzuran Fiúközépiskola egyik másodéves osztályába.